# Phytoecia kabateki
Phytoecia kabateki är en skalbaggsart som beskrevs av Gianfranco Sama 1997. Phytoecia kabateki ingår i släktet Phytoecia och familjen långhorningar. Inga underarter finns listade i Catalogue of Life.